# Nikołaj Bieżanicki
Nikołaj Bieżanicki (ur. 14 grudnia 1859 w Soontag, zm. 14 stycznia 1919 w Tartu) – kapłan Rosyjskiego Kościoła Prawosławnego. Święty nowomęczennik. 

## Życiorys
Urodził się w rodzinie kapłana prawosławnego. Jego czterej bracia również zostali duchownymi. W 1883 ukończył seminarium duchowne w Rydze, po czym ożenił się z M. Kazariną i przyjął święcenia kapłańskie jako duchowny żonaty. Przez cały okres swojej pracy duszpasterskiej był kolejno proboszczem sześciu różnych parafii znajdujących się na terytorium współczesnej Estonii. Według hagiografii był człowiekiem niezwykle życzliwym, uprzejmym w kontaktach z innymi ludźmi i zawsze gotowym do bezinteresownej pomocy drugiemu. Angażował się w szereg działań dobroczynnych. 
Po stłumieniu rewolucji 1905 apelował do carskiej administracji Viljandi o ograniczenie represji stosowanych wobec uczestników i sympatyków rewolucji. Wpłynął na biskupa ryskiego Agatangela, by ten wystosował list duszpasterski z prośbą o pobłażliwe traktowanie schwytanych uczestników buntu. Osobiście wstawiał się również za skazanymi na śmierć z tego powodu, prosząc o zmianę wydanych na nich wyroków na lżejsze. Miał także co najmniej raz ukryć u siebie mężczyznę poszukiwanego przez Ochranę za udział w rewolucji. Jego popularność w lokalnej społeczności sprawiła, że został wybrany deputowanym do III Dumy z okręgu Viljandi, gdzie ówcześnie prowadził pracę duszpasterską. 
W 1908 został proboszczem parafii św. Jerzego w Tartu, gdzie pozostawał do końca życia. W grudniu 1918 po objęciu władzy w mieście przez bolszewicką Estońską Komunę Ludu Pracującego został, podobnie jak inni kapłani (od 29 grudnia w mieście odprawianie nabożeństw było nielegalne i groziło karą śmierci), uznany za niebezpiecznego kontrrewolucjonistę. Jedynie ze względu na podeszły wiek władze pozwoliły mu zostać w mieście do 20 stycznia 1919, podczas gdy inni kapłani zostali objęci nakazem natychmiastowego wyjazdu. Mimo tego zezwolenia kapłan został aresztowany 5 stycznia, gdy odprawiał w swojej cerkwi nielegalne nabożeństwo. Razem z ok. 230 innymi osobami został uwięziony w budynku Banku Kredytowego. Wśród więźniów byli również prawosławny biskup rewelski Platon (Kulbusch) oraz kapłani: Mihail Bleive i Aleksandr Briancew. 
Rankiem 14 stycznia, tuż przed wkroczeniem do miasta wojsk estońskich, komisarz działający z ramienia władz bolszewickich oddzielił od pozostałych więźniów grupę 20 zatrzymanych, w której byli biskup Platon oraz księża Bleive i Bieżanicki. Zostali oni następnie zamordowani w piwnicy banku, ks. Bieżanicki został zastrzelony. Został pochowany w soborze Zaśnięcia Matki Bożej w Tartu.
W sierpniu 2000 kanonizowany przez Sobór Biskupów Rosyjskiego Kościoła Prawosławnego jako nowomęczennik.